# Drypetes malabarica
Drypetes malabarica là một loài thực vật có hoa trong họ Putranjivaceae. Loài này được (Bedd.) Airy Shaw mô tả khoa học đầu tiên năm 1969.